# Tyrissa laurentia
Tyrissa laurentia là một loài bướm đêm trong họ Erebidae.